# 天津碱厂
天津碱厂，也称永利碱厂、天碱等，现为天津渤化永利化工股份有限公司，其前身是由“中国民族化学工业之父”范旭东于1914年在天津创办的久大精盐公司和1917年依托久大精盐创办的“永利制碱公司”。永利碱厂是中国创建最早的制碱厂，开创了中国化学工业的先河。由该厂生产的“红三角牌”纯碱，使中国生产的化工产品的首次出口海外。早在1926年美国费城世界博览会上永利碱厂生产的纯碱获得了金奖和证书，证书中称永利碱厂为“发展中华民国主要化学工业之象征”。在天津的近代史上，永利碱厂和南开大学、《大公报》同时被称为“天津三宝”。
2014年1月，在天津碱厂的基础上，吸收合并天津市其他海洋化工企业组建天津渤化永利化工股份有限公司。
目前，天津碱厂旧址保存了天津近代工业具有标志性的工业遗存，2018年1月，天津碱厂入选第一批中国工业遗产保护名录。

## 名称及隶属变迁沿革

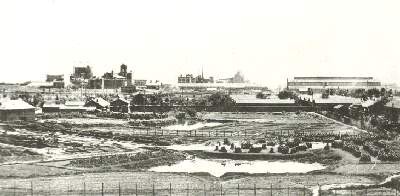
1920年的永利碱厂

1918年11月，永利制碱公司创立大会召开。1920年9月，中华民国农商部批准公司注册，正式命名为“永利制碱股份有限公司”，并在塘沽设立“永利碱厂”。1934年3月28日，创始人范旭东将永利制碱股份有限公司改组，更名为“永利化学工业股份有限公司”。在1952年实行公私合营前，永利碱厂一直为私营企业，隶属于永利公司。1952年6月23日，永利化学工业股份有限公司实行公私合营，更名为“公私合营永利化学工业公司”，永利碱厂亦改名为“公私合营永利化学工业公司沽厂”，简称“永利沽厂”，划归中央人民政府重工业部化学工业管理局管辖。1955年1月1日，永利沽厂与久大精盐厂合并经营，改称“公私合营永利久大化学工业公司沽厂”，简称“永久沽厂”。1956年6月，中华人民共和国化学工业部成立，永久沽厂改由其直接领导。1958年6月11日，永久沽厂由化学工业部划归天津市，隶属于天津市化学工业局。1959年3月13日，又改为隶属于河北省化学石油工业厅。1961年7月1日，重新归属化学工业部领导。文化大革命初期，永久沽厂数度更名，先后被称为“化学工业部前进化工厂”和“东方红化工厂”。1968年7月13日，恢复行业属性，更名为“化学工业部天津碱厂”。1972年3月，天津碱厂再度划归天津市化学工业局领导。1991年5月8日，在天津市化工局及其下属企业的基础上组建天津渤海化工集团，天津碱厂成为集团成员单位，正式更名为“天津渤海化工集团天津碱厂”。2011年6月7日，天津碱厂与比利时苏威公司合资，成立“天津渤化永利碱业有限公司”，其中苏威公司持有30%股份。然而不足一年后，苏威公司即退出合资项目。2014年1月1日，在天津碱厂基础上，通过吸收天津长芦海晶集团有限公司、天津长芦汉沽盐场有限责任公司及天津市津能投资公司的增资扩股，组建“天津渤化永利化工股份有限公司”。

## 创办初期

### 久大精盐时期

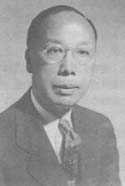
久大、永利创办人范旭东

1911年，曾赴日本京都帝国大学化学系留学的范旭东学成归国，立志创办中国本土的化学工业。1913年，他前往欧洲考察盐业发展状况，重点关注各国鼓励工业用盐的政策以及碱业发展水平。同年，他实地考察了天津塘沽，发现该地区盐田广布、交通便利，具备发展盐碱工业的优越条件。
在其兄、时任中华民国教育总长范源濂以及师友梁启超等人的支持下，范旭东联合景韬白、胡睿泰、李积芸、胡森林、方积琳、黄大暹等人为发起人，梁启超、范静生、李思浩、王家襄、刘揆一、陈国祥、左树珍、李穆、钱锦孙为赞助人，于1914年7月20日提出设立公司申请，并于同年9月22日获准创办久大精盐公司，在塘沽设立久大精盐厂，专门从事精制食盐生产。
公司创立初期，得到了诸多军政界人士的支持，包括黎元洪、曹锟、蔡锷和冯玉祥等。1916年4月6日，久大精盐厂正式竣工投产；同年9月11日，首批产品由塘沽运抵天津销售，并迅速打开湖南、湖北、安徽、江西等地市场。建厂初期，日产精盐可达5吨，年盈利达五六十万元。
1919年，企业扩建东厂后，年产量上升至6.2万余吨。久大精盐厂的成功运营不仅奠定了中国精盐工业的基础，更在原料供应、人才储备及资金支持等方面，为日后范旭东创办永利碱厂、实现“变盐为碱”的目标提供了关键保障。

### 创办永利时期

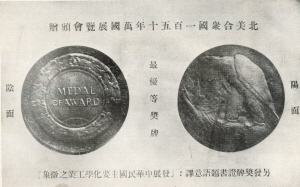
1926年“红三角”牌纯碱获美国费城万国博览会的最高荣誉金质奖章

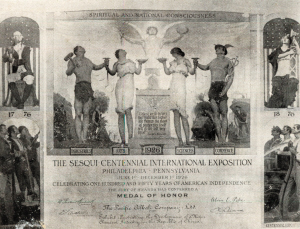
永利碱厂万国博览会金奖证书

1914年8月，第一次世界大战爆发，导致洋碱进口锐减，中国沿海如天津、上海等地依赖纯碱为原料的工厂纷纷停工。当时，尽管世界制碱工业已有百余年发展历史，中国本土却仍以天然碱熬制“碱水”后冷凝成块的“口碱”作为主要食用碱源。该类产品质次价高，且极不卫生。自19世纪末以来，外国工业制成的“洋碱”大量倾销中国，由于中国尚未具备制碱能力，造成黄金大量外流。
在创办久大精盐公司的基础上，范旭东于1914年决定设立“永利制碱公司”，旨在实现国产纯碱的工业化生产。彼时，垄断索尔维法制碱技术的英国卜内门公司担心失去中国市场，主动提出与永利公司“合作”，实则意图收购与控制该公司，遭范旭东坚决拒绝。永利碱厂采用当时世界先进的索尔维法工艺，设计日产纯碱能力40吨。国内可自制的机械设备由上海大效铁工厂制造，技术门槛较高的设备则从国外进口。在梁启超等人出资与斡旋下，1917年10月9日，时任长芦盐运使段永彬下达“为提倡实业起见，姑予照准”的训令，允许永利制碱所需食盐免缴高额盐税，为企业发展扫清了制度障碍。1918年起，公司着手进行厂房设计与建设，并广泛招募人才。同年11月，董事陈调甫赴美邀请顾问工程师孟德参与设计工作，实际的技术图纸则由中国留学生承担。其中，时在美国哥伦比亚大学化学工程系学习的侯德榜于1919年接受邀请，参与碱厂设计。1921年，侯德榜获博士学位后回国，受聘为永利制碱公司工程师。1923年，厂区主要设备基本安装完成，逐步开展单机试运行。原盐由长芦盐场提供，石灰石与煤粉分别采自唐山卑家店矿区与开滦煤矿。1924年8月13日，永利碱厂首次开工生产，但产品呈红黑色，质量不合格，无法上市销售。次年3月，干燥锅主设备损毁，全厂被迫停工。
1926年6月29日，碱厂完成设备维修并重新投产，成功生产出碳酸钠含量超过99%的白色纯碱。为区别于传统“口碱”和进口“洋碱”，范旭东将该产品命名为“纯碱”，并注册“红三角”牌商标。1926年8月，在美国费城举办的万国博览会上，“红三角”牌纯碱获得金质奖章，成为中国化工产品首次实现对外出口的代表作。1927年，侯德榜出任永利制碱公司碱厂厂长。1930年，“红三角”牌纯碱又获比利时工商博览会金奖。永利碱厂的“红三角牌”纯碱在国际展会上两度获得最高荣誉，标志着中国自主生产的纯碱产品迈入国际市场，也奠定了中国近代化学工业的基础。

### 初期发展

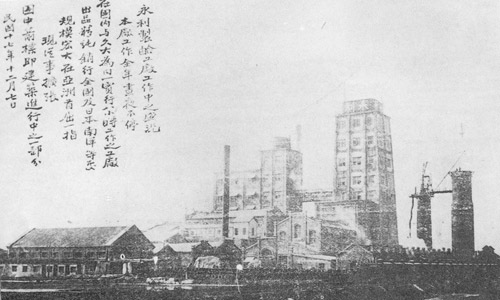
1928年的永利碱厂旧影

永利制碱公司在初期取得技术突破后，发展进程面临英国企业的恶性竞争以及军阀和官僚的多重盘剥。1924年，永利碱厂首次产出纯碱后，英商卜内门公司（帝国化学工业）试图通过操控盐务政策打压中国民族工业。该公司利用其在华特权，通过英国外交大臣及驻华使节，指令盐务总所会办英国人丁恩，未经中国政府批准，擅自公布工业用盐征税条例，规定每百斤征税二角，导致每吨纯碱成本上升五元，增幅达15%。对此，永利公司提出强烈抗议并多方揭发。经舆论施压，丁恩于1924年同意暂缓一年执行，1925年延长至五年，至1930年则批准永利碱厂工业用盐三十年免税期。
1926年6月29日，永利碱厂重新开工后成功生产出碳酸钠含量超过99%的高品质纯碱，英国卜内门公司随即实施价格战策略，将价格压至原价四成，以期将永利挤出市场。对此，永利公司不仅获得舆论支持，亦在上海英文报刊《大陆报》上刊登文章《请看英国人摧残国货毒辣手段》，批评卜内门公司，呼吁支持民族工业。同时，永利采取反制措施，在日本市场以更低价格销售纯碱，导致卜内门公司出现严重亏损。不到一年时间，卜内门被迫寻求与解，承诺在中国市场“不得再任意压价”。永利制碱公司在与该公司历次交锋中均占上风，确立了其在华制碱工业的主导地位。
与此同时，永利碱厂还面临来自军阀势力与地方官吏的经济盘剥。由于生产所需原料和燃料主要依赖铁路运输，且塘沽为京奉铁路重点节点及军事要地，连年战乱导致军运频繁，使碱厂常因缺乏运力而影响原料与产品运输。此外，军阀对运输征收大量附加税，如粗盐附加税甚至高于英人丁恩所拟税率20倍。动荡的社会环境进一步造成金融市场混乱，银行利率上升，永利公司需以高息借贷维持运转。
1932年，黄海化学工业研究社获得中华教育文化基金会（即庚子赔款基金）的资助，开展硫酸铵工业化研究。同年，时任永利碱厂厂长的侯德榜以英文撰写专著《纯碱制造》（英語：Manufacture of Soda），该书于1933年由美国化学学会在纽约出版，首次全面揭示索尔维法制碱的工艺体系，引发国际化工界广泛关注，被视为中国化学家对世界科学技术的重要贡献。
1934年，范旭东将永利制碱公司改组为“永利化学工业公司”，在制碱技术成熟的基础上拓展经营领域。1935年，公司于南京市创办永利錏厂，开始生产硫酸铵等化学品。同年，黄海化学工业研究社为改进永利碱厂盐水精制流程，先后试验洗盐法、焙盐法、石灰纯碱法、石灰芒硝法及石灰—碳酸铵法，最终确立以石灰与碳酸铵法为最优方案。该工艺设备简单、适应性强，成为中国制碱技术的一项重大突破。

## 抗日战争时期

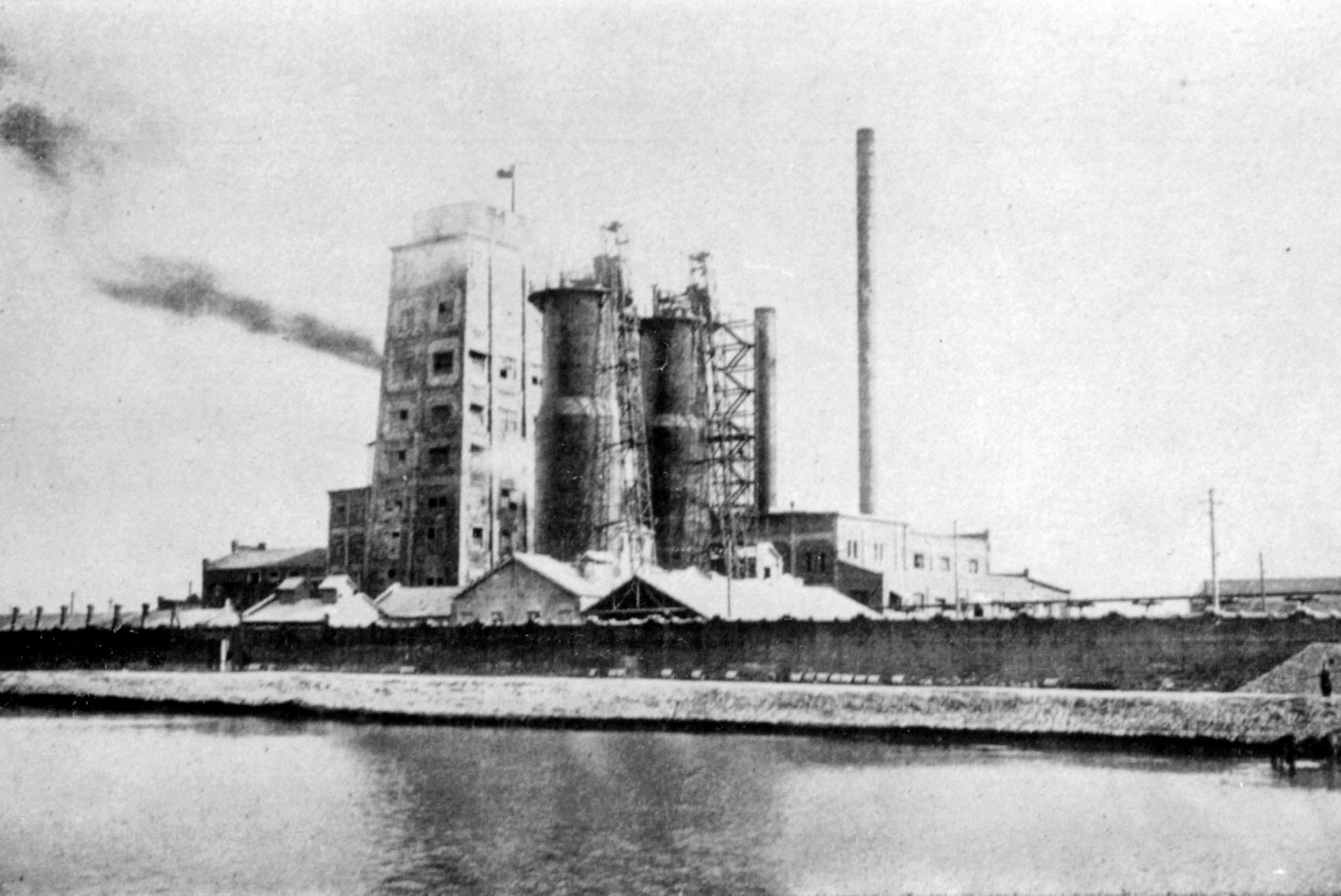
天津塘沽永利碱厂旧影

### 天津塘沽旧厂
1937年8月7日，塘沽沦陷后，永利公司与久大精盐公司拒绝与侵华日军合作，永利公司总部被迫自天津迁往香港，部分工厂管理人员、技术骨干及工人亦随之西迁。
1937年12月9日，日军指令兴中公司派员接管永利碱厂，代表刀根虽被派驻工厂，但既无资本亦无技术，未能恢复生产。其后，他请求三菱公司提供技术与资本。三菱公司在接手工厂并改组管理机构后，排挤了兴中公司人员，独自掌控工厂运营。随后，三菱公司借助日本政府在华北实施经济控制的“华北开发公司”，通过“华北政务委员会”等傀儡政权动员永利部分原股东转让股权，声称实现“中日合办”。由于遭到股东强烈抵制，直至1939年方正式宣布“合办”并成立董事会。
中日“合办”后的永利碱厂，由“华北政务委员会”代表中方，日方代表则为华北开发公司。1939年8月31日，永利公司正式归属“北支那开发公司”旗下的“华北盐业公司”。日军自1937年起对碱厂进行整修，并于1938年7月1日重新点火开工，7月15日恢复产出产品。

### 重建“新塘沽”厂
1938年初，永利公司、久大精盐公司及黄海化学工业研究社的管理层与技术人员内迁至四川，计划在后方重建中国化工基地。4月4日，久大公司向四川盐务管理局递交申请，拟在自贡建设模范食盐厂，并于半月后获批。历经四个月建设，于自流井张家坝建成模范厂。
与此同时，永利公司选址犍为县五通桥老龙坝，命名为“新塘沽”，并筹建包括碱厂、硫酸厂、炼焦厂及水泥厂在内的综合性化工基地。
1939年，黄海化学工业研究社创办《黄海发酵与细菌特辑》（简称《黄海》）双月刊，用于交流技术成果。同年12月30日，永利公司与国民政府签署借款合同，获得贷款2000万元，作为“新塘沽”厂建设资金。建厂过程中运输困难严重制约工程进度，1940年从美国购置的设备经越南海防运抵中国，但在运往四川途中大量被劫或毁坏，致使建厂未能如期完成。1942年，永利碱厂转而采用路布兰法小规模制碱，日产量约十余吨，此外还简易生产烟煤、焦炭及陶瓷等，以供应后方工业及民众日常所需，维持工厂运营。

### 发明联合制碱法
在四川重建碱厂过程中，永利公司面临食盐价格昂贵问题，而索尔维法制碱的食盐利用率仅为约75%，经济效益低。为此，自1939年起，侯德榜带领永利技术团队展开新工艺研究。1941年3月10日，范旭东在“新塘沽”全厂大会上宣布，将新型制碱法命名为“侯氏碱法”，以表彰侯德榜在世界制碱领域的创新贡献。
1943年10月22日，侯德榜因其技术成就被英国化学工业会授予名誉会员称号。随后，侯德榜建议将此工艺命名为“联合制碱法”。
该工艺在中华人民共和国成立后获得“一号专利证书”，并在天津碱厂、大连化学工业公司碱厂、四川鸿鹤化工厂、湖北应城化工厂等地陆续投产，成为中国主流制碱技术之一。至今，联合制碱法仍被认为是世界上最先进的纯碱制造工艺。

## 战后接收与复工
1945年8月15日，日本宣布无条件投降。久大精盐公司董事长景韬白于当月下旬组织永利碱厂与久大精盐厂的十余名老职工组成护厂队，前往塘沽对工厂进行保护。同年11月初，公司派遣李烛尘与彭九生前往接收沦陷期间被日方控制的永利碱厂与久大精盐厂。随后，永利董事会推举侯德榜为继任总经理，全面负责工厂的接收与恢复工作。
在接收过程中发现，工厂设备因日军八年期间的粗放使用与管理，普遍出现严重损坏，部分设备残缺不全，甚至完全无法使用。此外，1937年工厂撤退前储存的大量原燃物料已几近耗尽，仅粗盐一项由原先的3万吨锐减至约1,000吨。
为加快恢复生产，11月下旬公司委任佟翕然为永利碱厂代理厂长兼技师长，着手重建管理机构，并对原有人员结构进行调整。由于工厂基础设施受损严重，且资金短缺，复工初期工人仅领取半薪，职员则仅发放生活补助。经过三个月的修复与筹备，工厂最终于1946年2月26日实现重新点火开工，恢复纯碱生产。
然而，此后不久，国共内战全面爆发，加之严重的通货膨胀导致国内物价飞涨、货币迅速贬值。市场中出现大量倒卖实物牟取暴利的行为，永利碱厂每日产出的100余吨纯碱大多遭强购，成为投机倒把的工具。由于产品收入无法覆盖原料采购成本，企业经营陷入困境。1948年12月16日，因战事恶化及经营持续困难，永利碱厂被迫全面停工。

## 中华人民共和国时期

### 建国初期
1949年1月17日，解放军占领塘沽，此时的永利制碱公司厂房破旧，设备失修，生产陷入低迷，亟待恢复。中共上级党组织发动全厂职工，对设备进行大规模检修。2月11日，永利碱厂恢复复工，先后投产纯碱和烧碱。1949年5月6日，刘少奇到厂视察并慰问职工；随着生产逐步好转，纯碱日产量达到127吨。尽管生产恢复，但由于资金和原料供应依然紧张，1950年3月28日，侯德榜致函刘少奇、周恩来、陈云等领导，反映企业经营困难并请求贷款350亿元。
1950年5月25日，永利公司第十四届董监联席会讨论解决经营困境的对策，最终决议与政府商洽公私合营。8月28日，侯德榜、李烛尘联名上书政务院财政经济委员会，正式申请实行公私合营。9月18日，财经委员会复函：“本委原则上同意商谈，请迳与重工业部接洽”。同月，财经委员会决定给予久大长期贷款70亿元，并向永利碱厂提供12亿元贷款，为当时全国最大额度的企业信用贷款。此外，政府特许五家私营银行动用库存资金支持永利流动资金周转，并由信托公司收购永利积压的纯碱，实行包销政策。为扩大烧碱生产，政府下令禁止烧碱进口，并向永利提供16亿元无息贷款，用于扩大烧碱生产；为保证原料及建筑材料运输，国家甚至暂停了部分军运。至1951年，政府用于永利恢复生产的投资贷款累计达563亿元。在1949年至1952年间，碱厂纯碱生产由4.1万吨以年均30.6%的增速，上升到1952年的9.1万吨。
1953年7月1日，久大精盐公司（久大精盐厂）实施公私合营，政府委派陈西平兼任永利碱厂和久大精盐厂厂长。同日，“侯氏碱法”获得中华人民共和国第一号专利证书；后经发明人侯德榜提议，该工艺更名为“联合制碱法”。1955年1月1日，永利碱厂与久大精盐厂正式合并，组建为“公私合营永利久大化学工业公司沽厂”，简称“永久沽厂”。此外，永利制碱公司旗下的黄海化学工业研究社于1952年经全体董事和员工一致同意，将全部财产及人员并入中国科学院，组建为中国科学院工业化学研究所。1954年4月23日，毛泽东到天津碱厂视察。

### 文革及地震时期
文化大革命期间，天津碱厂面临严峻困难。十年间，纯碱年均产量仅以2.75%的速度增长，而生产成本不断上升，企业利润逐步下降。1968年，碱厂拟启动联碱工程，以实现侯氏碱法工艺，但动工后因故暂缓；1970年3月9日，联碱工程第二次启动建设，计划分两期建成，一期工程建成后，预期实现合成氨年产量5万吨、氯化铵15万吨，并将每年15万吨的氨碱进一步改造为联碱。
1976年7月28日，河北省丰南区地区发生唐山大地震，地震波及天津、塘沽等地。天津碱厂受灾严重：职工及家属共14人死亡，61人受伤；厂房建筑受损面积达107625平方米，占全厂面积的60%；共损坏设备542台，其中主要设备137台，管线损坏29500米；13层52米高的新蒸吸厂房倒塌，碳化、干燥系统全部受损，出厂沟因倒塌的灰埝淤塞；供水供电中断，迫使全厂停工。与此同时，联碱工程被迫暂时停建，工厂集中恢复氨碱生产。至1978年底，联碱一期工程才得以建成并投产。

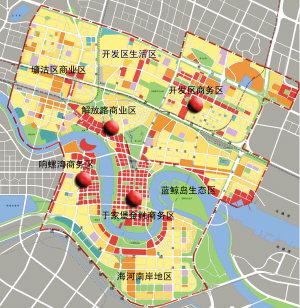
天津碱厂拆除后将成为于家堡金融区的一部分

### 改革开放初期
1970年代末，随着改革开放政策的实施，各行业逐步恢复生产，国内纯碱长期供不应求。在联碱一期工程建成基础上，天津碱厂于1980至1984年间投资5626.94万元进行大修扩产。1985年2月14日，天津碱厂、天津大沽化工厂和天津化工厂联合组建天津市渤海化工联合进出口公司；同年7月25日，经国家计委批准，天津碱厂60万吨纯碱扩建工程正式动工。1989年4月，天津碱厂承担唐山碱厂的开工任务；1990年，天津碱厂成立了纯碱、化肥、化工、动力、机修五个分厂。1990年，伴随国家宏观经济形势变化，中央政府压缩基础建设规模，纯碱市场需求下降，同时国内生产能力增加，使得纯碱从稀缺的短线产品迅速转变为长线产品，部分用户致函天津碱厂要求取消合同或要求停发、缓发期货，标志着国内长期以来纯碱紧缺局面的结束。1991年5月8日，天津渤海化工集团公司在天津市渤海化工联合进出口公司的基础上成立。

### 天碱搬迁

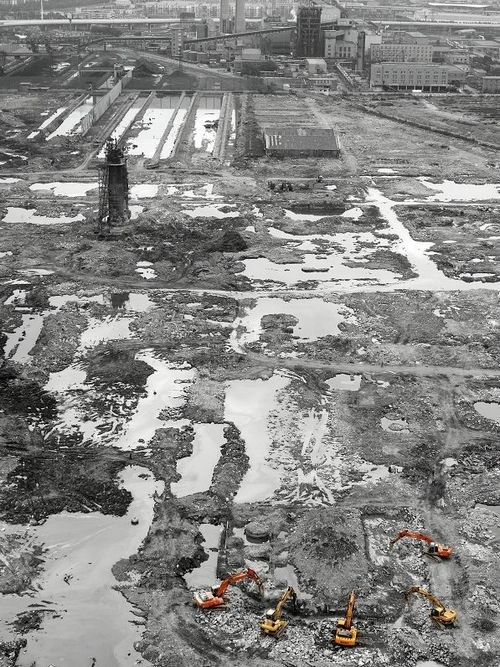
搬迁后的天津碱厂旧址局部

随着滨海新区的发展和城市规划调整，天津碱厂原址不再适宜化工企业在市区生产。2005年12月18日，天津渤海化学工业园区暨天津碱厂搬迁改造工程在天津临港工业区正式开工。渤海化工园由天津渤海化工集团公司规划、建设和营运，总投资达630亿元。园区内除保留部分具有历史价值的建筑外，天津碱厂开始分期、分步骤实施整体拆除，并搬迁至天津临港经济区渤海化工园，新厂区计划用时约10年建成。2009年12月15日，天津碱厂旧厂区联碱系统停车，标志着老厂区有序停产；2010年10月13日，氨碱系统亦全部停机；2011年8月1日，两座标志性烟筒被爆破拆除，预示着搬迁工作的接近完成。搬迁后的天碱地块被纳入滨海新区中心商务区规划，并于2018年1月并入天津经济技术开发区。

### 搬迁后
2009年11月，天碱新厂区甲醇洗涤塔上段完成吊装，标志着核心设备的安装全部结束；同时，新办公楼主体亦基本完工。
2012年，天津碱厂的煤气化双装置实现90%高负荷运行；2013年，天津碱厂扩充了丁辛醇产能，新增年产25万吨的装置。同年5月2日，天津碱厂合成氨生产线发生爆炸事故，但未造成人员伤亡或化工产品外泄。
2011年6月，天津碱厂与比利时索尔维集团合资组建天津渤化永利碱业有限公司，但不足一年，索尔维集团即宣布撤资。2014年1月，天津碱厂的股东渤海化工集团吸收天津长芦海晶集团有限公司、天津长芦汉沽盐场有限责任公司及天津市津能投资公司，通过增资扩股、改制重组，成立新的天津渤化永利化工股份有限公司。
4月17日，天津碱厂甲醇车间一条生产线发生爆炸，未造成人员伤亡及化工产品泄漏。
2014年11月24日，纪念原天津碱厂（现为天津渤化永利化工股份有限公司）成立100周年大会在天津举行。

## 经营产品
自创建以来，天津碱厂先后生产了包括碳酸钠、碳酸氢钠、氯化钙、碳酸镁、碳酸钙等在内的二十余种基础无机化工产品，以及牙膏、牙粉、漱口水等十余种日用化工产品。在1955年以前，久大精盐厂主要产品包括粗盐、精盐、洗涤盐、牙粉、牙膏、漱口水、碳酸镁、硫化碱、硫酸镁、碳酸钙及氯化钙等；而永利碱厂则专注于生产碳酸钠、碳酸氢钠及氢氧化钠等碱性化工产品。
1955年1月，永利碱厂与久大精盐厂合并为天津碱厂，整合后的企业初期保留了碳酸钠、碳酸氢钠、再制盐、碳酸镁和氯化钙等五种主要产品。此后，为适应国民经济发展的需要，天津碱厂不断拓展产品结构，提升产量与质量，并陆续开发出多种新型化工产品。1958年新增无水氯化钙、氧化镁、钙镁粉及一水碳酸钠等品种；1960年成功开展固碱调色研究，提升了固碱产品的外观质量；1970年增加碳酸氢钠生产，并启动“联碱工程”建设；1978年新增合成氨、氨水和硫磺产品；1979年开始生产农业用氯化铵；1981年投产工业用氯化铵及水合法重质碳酸钠；1982年新增片状氯化钙和透明碳酸镁产品。
进入1980年代后，天津碱厂继续拓展产品种类：1984年开始生产食品添加剂用碳酸钠，1985年投产氧气产品，1987年推出口服药用碳酸氢钠，1988年引入五水偏硅酸钠产品并停产碳酸镁，1990年投产粒状氯化铵，1991年新增74%含量的片状氯化钙。
目前，天津碱厂除继续生产“红三角”品牌碳酸钠外，还经营工业氯化铵、碳酸氢钠、氯化钙、偏硅酸钠等多种无机化工原料产品，并逐步拓展至石油化工与海洋化工等领域。自2005年天津碱厂启动搬迁改造工程以来，新厂区陆续新增了包括甲醇、醋酸、丁醇、辛醇及聚甲醛在内的有机化工产品生产线。

## 工业遗存保护

### 遗产保护
2010年11月4日，天津碱厂有关负责人接受《渤海早报》记者采访表示，企业将在力所能及情况下，最大限度地保护珍贵遗存，根据计划，黄海化学研究社遗址的碱厂厂史馆、4号白灰窑、建于1918年的化盐池及20世纪30年代以前的部分遗留设施将做原地保留，作为中国近代工业的纪念永久保存。为纪念天津碱厂在中国化工产业发展中的历史贡献，天津碱厂的老厂区留下一套设备和一间厂房。

### 访学与研究
由于天津碱厂是天津市重要化工企业，1958年便有天津市第四十一中学等学校组织师生到碱厂参观学习制造纯碱工业的流程。
近年来随着工业遗产的保护与研究日渐兴起，天津碱厂作为中国近代民族工业的代表，越来越受到学者关注。2018年1月，天津碱厂入选第一批中国工业遗产保护名录。

## 永久黄团体
“永、久、黄”团体是中国兴办民族化学工业初期由范旭东先生在天津一手创办的永利碱厂、久大精盐公司、黄海化学工业研究社所共同组成的化学工业团体。范旭东先生也正是因为创办了“永、久、黄”团体，而被尊称为“中国民族化学工业之父”。

### 黄海化学工业研究社
1922年8月15日，在范旭东先生的倡议下，久大精盐公司研究室从久大精盐公司剥离，并在此基础上创立了中国第一所私立化工研究机构——“黄海化学工业研究社”。关于黄海化学工业研究社的命名，范旭东先生曾说：
|  | 我们把研究机构定名为‘黄海’，表明了我们对海洋的深情。我们深信中国未来的命运在海洋。 |

黄海化学工业研究社在成立之初，主要是协助久大精盐公司、永利碱厂调查和分析原燃物料，对长芦盐场盐卤的应用进行实验，其次是为今后永利碱厂开拓新的产品在技术上打下基础。1928年起，黄海化学工业研究社用广东沿海的藻类为原料试制钾肥和碘。同年5月，又用山东博山的铝土页岩矿石为原料进行研究，并于1935年试炼出中国的第一块金属铝样品，并用将其铸成铝制飞机模型以纪念。1931年，黄海化学工业研究社成立菌学研究室，开展对酒精原料和酵母的研究，推动了中国菌学及酒精工业的发展。1937年七七事变以后，天津塘沽沦陷，黄海化学工业研究社在战时随久大精盐、永利碱厂一同迁往内陆地区并继续开展研究直至抗战结束。

### 相互关系
“永、久、黄”团体的三家均是由范旭东先生一手创办，因此关系也极为密切，其中久大与永利也被称为姊妹厂或姊妹公司。永、久、黄三家，久大精盐成立最早，并为其他两家提供了雄厚的资金、技术和人才支持。永利碱厂则是延续时间最长、历史影响最大的化学工业公司，而黄海化学工业社是中国第一所私立化工研究机构，其前身则是久大精盐公司的实验研究室，在其发展的过程中推动了中国菌学及酒精工业的发展，并在中华人民共和国成立后一分为二，一半参与组建中国科学院，在其基础上建立了中科院化学工业研究所。另一半，则参与组建并成立重工业部综合工业研究所。目前，坐落在天津碱厂老厂区内的黄海化学工业研究社旧址是天津市文物保护单位，也是天津滨海新区最为重要的工业遗产之一。

### 四大信条

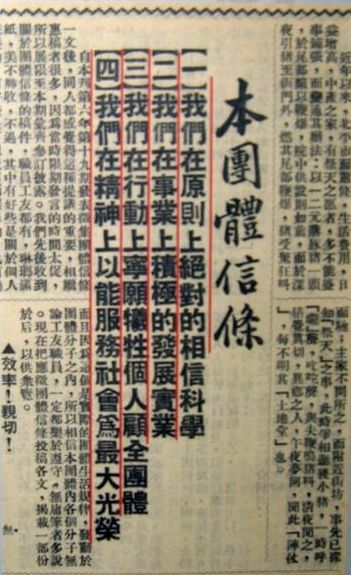
四大信条首次刊发在1934年的《海王》上

1934年，“永、久、黄”团体的创始人范旭东先生为发展事业需要，在永利碱厂所办的《海王》旬刊上刊出“为征集团体信条请同仁发言”一文，文章指出：
|  | 每个团体都有一个目标，凡属团体各分子都努力以赴之；有组织、有计划、有信条，意志统一，步伐整齐，一心一德，不顾一切往前迈进，如此集各个分子的力量，一变而为团体的力量，此所以团体力量大，其事业乃得以成功。 |

此文发出后，引起了团体内的广泛讨论，在广泛征求意见并讨论后，最终制定了“永、久、黄”团体的四大信条：
|  | 一、我们在原则上绝对的（地）相信科学； 二、我们在事业上积极的（地）发展实业； 三、我们在行动上宁愿牺牲个人顾全团体； 四、我们在精神上以能服务社会为最大光荣。 |

四大信条在制定后，首次发表于1934年9月20日发表在第七年第一期的《海王》旬刊上，并在此后固定刊登在《海王》封面左上角的显著位置。

## 企业文化

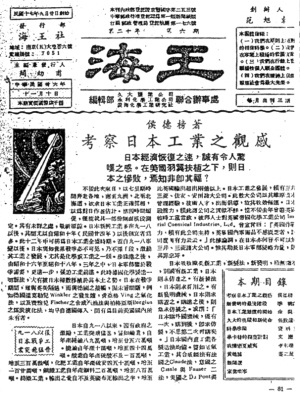
1928年的企业刊物《海王》旬刊复印件

### 社会价值
民国初年，永利碱厂的建立对现今天津滨海地区的发展特别是塘沽地区的形成起到了巨大的推动与催化作用。永利碱厂以及“永、久、黄”团体在塘沽形成规模之后，塘沽城乡建设逐渐加快。企业的发展吸引人口向塘沽地区聚集，各类配套生产生活设施不断建设，如塘沽第一所幼儿园、第一所私立小学——明星路小学、天碱医院等。作为永利碱厂配套设施而建立的各类商业设施随着天津碱厂的发展而日渐繁华，原本分散的居民点连成一片，促进了塘沽城区形成和规模扩大。

### 发行刊物
最早由永利碱厂发行的《海王》旬刊，是中国的第一份企业刊物，也是“永、久、黄”团体的内部刊物，由范旭东先生决定创办，创刊号于1928年9月20日在天津出版，范旭东先生创刊号上亲自撰写发刊词《为什么要办旬刊》，以明宗旨。《海王》除了赠送职工之外，还寄送给国内外有关人士、机关团体、学术界和金融界人士，不仅起到广告的作用还起到了增进了解、沟通情感的作用。该刊物，在历经战乱的数次停刊之后，一直作为天津碱厂的企业刊物延续至今，并以天津碱厂生产的“红三角牌”纯碱的品牌更名为《红三角报》。

### 文艺作品
由于天津碱厂的创办在中国化工业的发展史上具有里程碑的意义，因此关于永利碱厂的文艺作品有很多。如讲述创始人范旭东先生创业历程的传记《范旭东传》和《现代造碱之父》，电视剧《范旭东》，广播剧《红三角的故事》，以及话剧《海王》等。。2011年，中国大陆新拍摄的电视剧《煮海》再次将天津碱厂的创业故事搬上荧幕，以纪念辛亥革命百年以及实业家范旭东先生等人创办久大精盐、永利碱厂为代表的中国民族化工业。2014年10月6日，中央电视台纪录片频道首播的纪录片《五大道》在第六集《实业》中记录了天津碱厂的创办历程。

## 相关著作
- 赵津. . 天津: 天津人民出版社. 2010-11-01. ISBN 7201068210.
- 天津碱厂志编修委员会. . 天津: 天津人民出版社. 1992-10-01. ISBN 720101224X.
- 赵津、李健英. . 天津: 南开大学出版社. 2014-10-01. ISBN 9787201089386.